# Waldemar Kraska
Waldemar Jerzy Kraska (ur. 4 września 1963 w Sokołowie Podlaskim) – polski polityk i lekarz chirurg, od 2005 senator VI, VII, VIII, IX, X i XI kadencji, w latach 2019–2023 sekretarz stanu w Ministerstwie Zdrowia.

## Życiorys
Syn Zygmunta i Danuty. W 1989 ukończył studia na Wydziale Lekarskim Akademii Medycznej w Białymstoku. Został także absolwentem studiów MBA w Collegium Humanum – Szkole Głównej Menedżerskiej w Warszawie. Uzyskał następnie specjalizację drugiego stopnia w zakresie chirurgii. W 2004 objął funkcję zastępcy ordynatora Oddziału Chirurgicznego szpitala w Sokołowie Podlaskim. Od 1998 do 2005 był radnym powiatu sokołowskiego (w 1998 wybrany z listy Akcji Wyborczej Solidarność, w 2002 z ramienia komitetu wyborczego Rodzina i Prawo). Od 1990 należy do NSZZ „Solidarność”.
W wyborach parlamentarnych w 2005 został wybrany na senatora VI kadencji z ramienia Ligi Polskich Rodzin w okręgu siedleckim. W trakcie kadencji przeszedł do klubu parlamentarnego Ruch Ludowo-Narodowy, później zasiadał w Senatorskim Klubie Narodowym. W 2007 wstąpił do partii Ruch Ludowo-Narodowy. W wyborach parlamentarnych w 2007 po raz drugi uzyskał mandat senatorski, kandydując jako przedstawiciel RLN z ramienia komitetu Prawa i Sprawiedliwości i otrzymując 115 949 głosów. Zasiadł w Komisji Obrony Narodowej oraz Komisji Zdrowia.
W styczniu 2011 został członkiem PiS. W wyborach parlamentarnych w tym samym roku został ponownie wybrany do Senatu w okręgu  nr 48. W 2015 ponownie z powodzeniem ubiegał się o senacką reelekcję.
1 sierpnia 2019 powołany na stanowisko sekretarza stanu w Ministerstwie Zdrowia, został także pełnomocnikiem rządu ds. Państwowego Ratownictwa Medycznego. Powierzono mu nadzór nad Departamentem Ratownictwa Medycznego i Obronności oraz Departamentem Współpracy Międzynarodowej. W wyborach w tym samym roku został wybrany do Senatu X kadencji, otrzymując 72 101 głosów. Również w 2023 utrzymał mandat senatora na kolejną kadencję (z wynikiem 69 725 głosów). W grudniu tego samego roku zakończył pełnienie funkcji wiceministra.